# Бяла-Черква
Бяла-Черква (болг. Бяла черква) — город в Болгарии. Находится в Великотырновской области, входит в общину Павликени. Население составляет 2577 человек (2022).

## Политическая ситуация
В местном кметстве Бяла-Черква, в состав которого входит Бяла-Черква, должность кмета (старосты) исполняет Иван Симеонов Петков (Земледельческий народный союз (ЗНС)) по результатам выборов.
Кмет (мэр) общины Павликени — Ангел Иванов Генов (коалиция в составе 2 партий: политический клуб «Экогласность», Земледельческий союз Александра Стамболийского (ЗСАС)) по результатам выборов.

## Известные уроженцы
- Даскалов, Райко (1886—1923) — болгарский политик, один из руководителей Болгарского земледельческого народного союза.
- Церковский, Цанко (1869—1926) — болгарский писатель и общественный деятель, один из основателей Болгарского земледельческого народного союза (БЗНС).